# Nueva Tenochtitlán, Hidalgo
Nueva Tenochtitlán är en ort i Mexiko.   Den ligger i kommunen San Felipe Orizatlán och delstaten Hidalgo, i den sydöstra delen av landet, 200 km norr om huvudstaden Mexico City. Nueva Tenochtitlán ligger 196 meter över havet och antalet invånare är 259.
Terrängen runt Nueva Tenochtitlán är kuperad söderut, men norrut är den platt. Terrängen runt Nueva Tenochtitlán sluttar norrut. Runt Nueva Tenochtitlán är det ganska tätbefolkat, med 248 invånare per kvadratkilometer. Närmaste större samhälle är Huejutla de Reyes, 15,6 km öster om Nueva Tenochtitlán. Omgivningarna runt Nueva Tenochtitlán är en mosaik av jordbruksmark och naturlig växtlighet.